# Rotation
Rotation is een Oost-Duitse dramafilm uit 1949 onder regie van Wolfgang Staudte. Hij won voor deze film de Gouden Luipaard op het Filmfestival van Locarno.

## Verhaal
De machinearbeider Hans Behnke werkt tijdens het naziregime in een grote uitgeverij. Hij is niet geïnteresseerd in politiek. Op verzoek van zijn zwager herstelt hij een drukpers, waarmee antifascistische pamfletten worden gedrukt. Achteloos neemt hij een paar pamfletten mee naar huis. Zijn zoon Hellmuth is een fanatieke Hitleraanhanger. Als hij de pamfletten ontdekt, verklikt hij zijn vader. Behnke wordt vervolgens opgepakt en gefolterd door de Gestapo. Tijdens de laatste dagen van het Derde Rijk wil men hem fusilleren. Oprukkende Russische troepen redden hem net op tijd van de executie. Hij keert terug naar zijn verwoeste woning en ontdekt dat zijn vrouw inmiddels is overleden. Bovendien is zijn zoon Hellmuth door de Russen gevangengenomen. Wanneer Hellmuth op een dag bij hem aanklopt, vergeeft zijn vader hem.

## Rolverdeling
| Acteur              | Personage              |
| ------------------- | ---------------------- |
| Paul Esser          | Hans Behnke            |
| Irene Korb          | Charlotte Blank Behnke |
| Karl Heinz Deickert | Hellmuth Behnke        |
| Reinhold Bernt      | Kurt Blank             |
| Reinhard Kolldehoff | Rudi Wille             |
| Werner Peters       | Udo Schulze            |
| Brigitte Krause     | Inge                   |
| Albert Johannes     | Personeelchef          |
| Theodor Vogeler     | Eerste SD-man          |
| Walter Tarrach      | Tweede SD-man          |
| Valeska Stock       | Vroedvrouw             |
| Ellen Thenn-Weinig  | Mevrouw Salomon        |
| Klemens Herzberg    | Mijnheer Salomon       |